# Auf der Couch

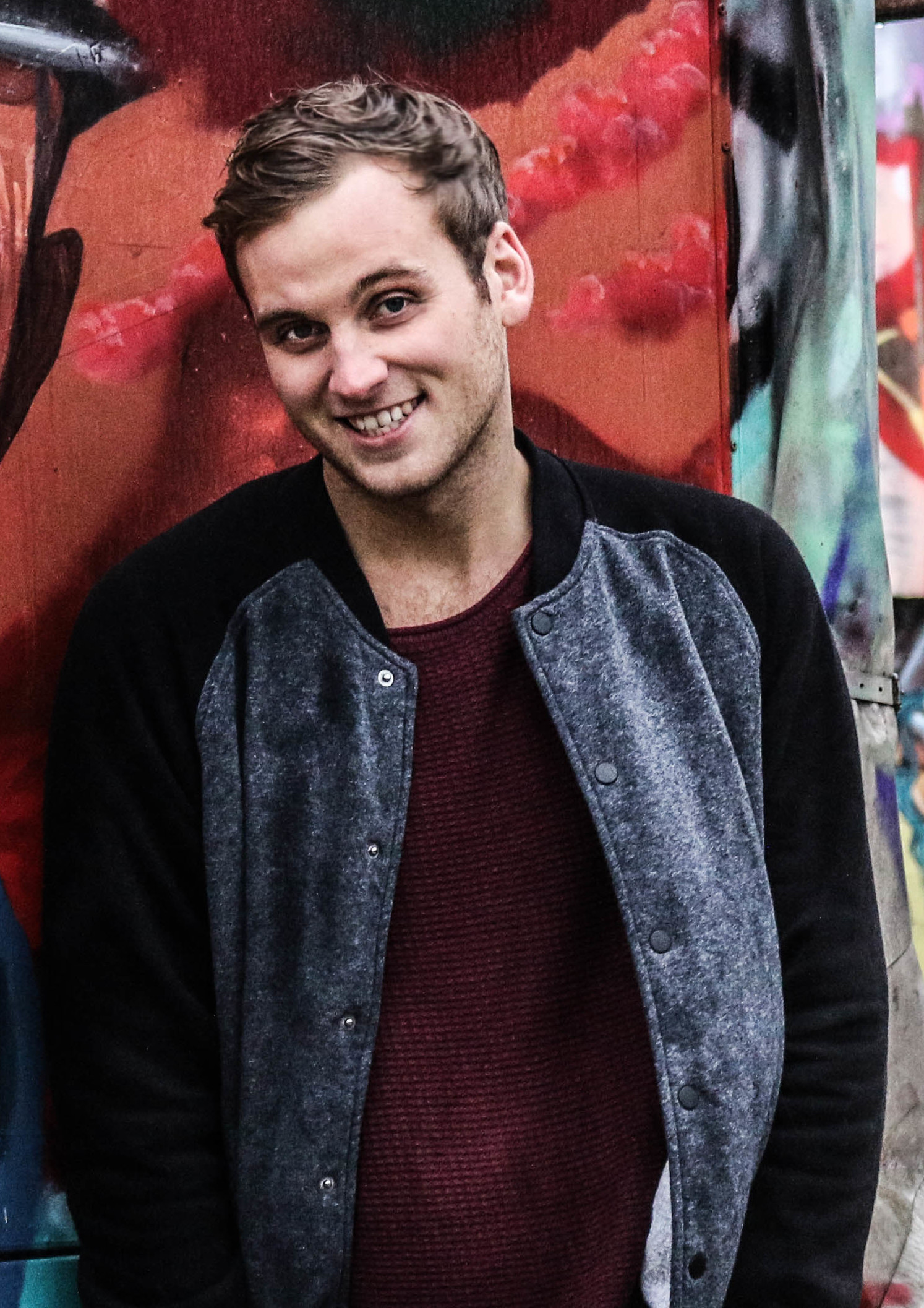
Moderator Leon Windscheid (2013)

Auf der Couch ist eine Diskussionssendung im ZDF-Fernsehen und in der ZDF Mediathek mit dem Psychologen Leon Windscheid als Moderator. Jede Folge hat eine politische Streitfrage als Thema und zwei Gäste mit gegensätzlichen Positionen dazu. Anders als bei klassischen politischen Talkshows ist es kein reiner Wettstreit der Argumente, sondern Windscheid fordert die Gäste heraus, die Position ihres Gegenübers vollständig zu verstehen und wiederzugeben, unter anderem mit Methoden aus der Paartherapie.
Seit 2024 moderieren Muriel Böttger und Lukas Klaschinski die dritte Staffel des Formats.

## Veröffentlichung

### Staffel 1
Die erste Folge zum Thema Klimaschutz wurde im August 2021 in der ZDF Mediathek veröffentlicht. Im November 2021 liefen alle Folgen im ZDF und wurden in der Mediathek veröffentlicht.
| Nr. (ges.) | Nr. (St.) | Originaltitel                               | Erstausstrahlung D | Gäste                             |
| ---------- | --------- | ------------------------------------------- | ------------------ | --------------------------------- |
| 1          | 1         | Klimaschutz: Panikmache oder Weltuntergang? | 25. Aug. 2021      | Carla Reemtsma, Jan Fleischhauer  |
| 2          | 2         | Wege aus der Armut                          | 24. Nov. 2021      | Emitis Pohl, Jeremias Thiel       |
| 3          | 3         | Streitpunkt Gendern: Sprache, die aufregt   | 24. Nov. 2021      | Teresa Reichl, Torben Hundsdörfer |
| 4          | 4         | Mobilität ohne Auto                         | 24. Nov. 2021      | Katja Diehl, Leif Linden          |

### Staffel 2
Die zweite Staffel lief im November 2022 im ZDF und in der ZDF Mediathek.
| Nr. (ges.) | Nr. (St.) | Originaltitel                                    | Erstausstrahlung D | Gäste                              |
| ---------- | --------- | ------------------------------------------------ | ------------------ | ---------------------------------- |
| 5          | 1         | WM in Katar: Boykott - JA oder NEIN?!            | 14. Nov. 2022      | Micky Beisenherz, Jonas Hummels    |
| 6          | 2         | Ungeborenes Leben: Wer abtreibt, tötet?          | 17. Nov. 2022      | Mithu M. Sanyal, Cornelia Kaminski |
| 7          | 3         | Deutsche Polizei: Strukturelle Probleme?         | 18. Nov. 2022      | Tareq Alaows, Manuel Ostermann     |
| 8          | 4         | Bundeswehr: Kämpfen für Deutschland?             | 18. Nov. 2022      | Henrik Spieler, Jan Czarnitzki     |
| 9          | 5         | Braucht Humor Grenzen?: Witze über K.-o.-Tropfen | 23. Nov. 2022      | Joyce Ilg, Silvi Carlsson          |
| 10         | 6         | Atomkraft: Letzter Ausweg aus der Klimakrise?    | 29. Nov. 2022      | Linus Steinmetz, Ulrike von Waitz  |

### Staffel 3
Zwei Folgen der dritten Staffel wurden am 13. Juni 2024 in der ZDF Mediathek veröffentlicht.
| Nr. (ges.) | Nr. (St.) | Originaltitel                           | Erstausstrahlung D | Gäste                         |
| ---------- | --------- | --------------------------------------- | ------------------ | ----------------------------- |
| 11         | 1         | Brauchen wir höhere Steuern für Reiche? | –                  | Cansin Köktürk, Paschew Kader |
| 12         | 2         | Zerstört die Gen Z die Arbeitswelt?     | –                  | Ivana Tadić, Robin Kiera      |

### Staffel 4
Drei Folgen wurden als vierte Staffel ab 17. Februar 2025 in der ZDF Mediathek veröffentlicht und in der Nacht auf den 20. Februar 2025 im ZDF ausgestrahlt.
| Nr. (ges.) | Nr. (St.) | Originaltitel                                        | Erstausstrahlung D | Gäste                                              |
| ---------- | --------- | ---------------------------------------------------- | ------------------ | -------------------------------------------------- |
| 13         | 1         | Grenzen dicht oder Willkommenskultur?                | 20. Feb. 2025      | Susanne Schröter, Düzen Tekkal                     |
| 14         | 2         | Bürgergeld abschaffen – Geht es Arbeitslosen zu gut? | 20. Feb. 2025      | Susanne Nickel (Unternehmerin), Helena Steinhaus   |
| 15         | 3         | Fordern Frauen zu viel?                              | 20. Feb. 2025      | Tara-Louise Wittwer, Ozan Taş (Unternehmer, Coach) |